# 大阪市電31系統
大阪市電31系統は、かつて大阪市交通局が経営していた大阪市営電気鉄道（大阪市電）の運転系統（1959年（昭和34年）当時）。

## 概要
芦原橋～上本町六丁目間の路線は、大阪市電気局（現在の大阪市交通局）によって敷設された路線であるが、三宝車庫前～芦原橋間の路線は、1944年（昭和19年）4月1日に阪堺電鉄によって敷設された路線を大阪市営化した路線である。
- 所属車庫：三宝車庫
- 色別：■

## 駅一覧
| 路 線 名         | 駅名             | 接続系統 | 接続路線                                                          | 道路名                 | 所在地 | 所在地 | 所在地   |
| ---------------- | ---------------- | --- | ----------------------------------------------------------------- | ---------------------- | ------ | ------ | -------- |
| 阪堺線           | 三宝車庫前駅     | 出島方面 29系統 出島 行 |                                                                   | 大阪府道29号大阪臨海線 | 大阪府 | 堺市   | 堺市     |
| 阪堺線           | 浅香山通駅       | |                                                                   | 大阪府道29号大阪臨海線 | 大阪府 | 堺市   | 堺市     |
| 阪堺線           | 松屋駅           | |                                                                   | 大阪府道29号大阪臨海線 | 大阪府 | 堺市   | 堺市     |
| 阪堺線           | 南加賀屋町駅     | |                                                                   | 新なにわ筋             | 大阪府 | 大阪市 | 住吉区   |
| 阪堺線           | 住の江公園前駅   | |                                                                   | 新なにわ筋             | 大阪府 | 大阪市 | 住吉区   |
| 阪堺線           | 住吉川駅         | |                                                                   | 新なにわ筋             | 大阪府 | 大阪市 | 住吉区   |
| 阪堺線           | 北加賀屋町駅     | |                                                                   | 新なにわ筋             | 大阪府 | 大阪市 | 住吉区   |
| 阪堺線           | 南津守駅         | |                                                                   | 新なにわ筋             | 大阪府 | 大阪市 | 西成区   |
| 阪堺線           | 宝橋通駅         | |                                                                   | 新なにわ筋             | 大阪府 | 大阪市 | 西成区   |
| 阪堺線           | 津守神社前駅     | |                                                                   | 新なにわ筋             | 大阪府 | 大阪市 | 西成区   |
| 阪堺線           | 鶴見橋通駅       | |                                                                   | 新なにわ筋             | 大阪府 | 大阪市 | 西成区   |
| 阪堺線           | 北津守駅         | |                                                                   | 新なにわ筋             | 大阪府 | 大阪市 | 西成区   |
| 阪堺線           | 栄町駅           | |                                                                   | 新なにわ筋             | 大阪府 | 大阪市 | 浪速区   |
| 西道頓堀天王寺線 | 芦原橋駅         | 大国町方面 7系統 百済 行 | 大阪市電：西道頓堀天王寺線                                        | あみだ池筋             | 大阪府 | 大阪市 | 浪速区   |
| 西道頓堀天王寺線 | 立葉町駅         | |                                                                   | あみだ池筋             | 大阪府 | 大阪市 | 浪速区   |
| 西道頓堀天王寺線 | 赤手拭稲荷前駅   | |                                                                   | あみだ池筋             | 大阪府 | 大阪市 | 浪速区   |
| 九条高津線桜川線 | 桜川二丁目駅     | 大正橋方面 5系統 玉船橋 行 24系統 大阪港 行 27系統 鶴町四丁目 行 白髪橋方面 7系統 福島西通 行 13系統 都島車庫前 行 30系統 福島西通 行                                                                      | 大阪市電：九条高津線・桜川中之島線                                | 千日前通               | 大阪府 | 大阪市 | 浪速区   |
| 九条高津線桜川線 | 幸町一丁目駅     | |                                                                   | 千日前通               | 大阪府 | 大阪市 | 浪速区   |
| 九条高津線桜川線 | 湊町駅前駅       | 賑橋方面 1乙系統 阿部野橋 行 4乙系統 阿部野橋 行 甲15系統 都島車庫前 行 四ツ橋方面 1甲系統 阿部野橋 行 4甲系統 阿部野橋 行 15乙系統 都島車庫前 行                                                          | 大阪市電：南北線（本線） 日本国有鉄道：関西本線                   | 千日前通               | 大阪府 | 大阪市 | 浪速区   |
| 九条高津線桜川線 | 戎橋駅           | | 大阪市営地下鉄：1号線                                             | 千日前通               | 大阪府 | 大阪市 | 南区     |
| 九条高津線桜川線 | 千日前駅         | |                                                                   | 千日前通               | 大阪府 | 大阪市 | 南区     |
| 九条高津線桜川線 | 日本橋筋一丁目駅 | 日本橋筋一丁目方面 1乙系統 阿部野橋 行 3系統 長柄橋行 11系統 阿部野橋 行 15乙系統 都島車庫前 行 長堀橋方面 4乙系統 阿部野橋 行 3系統 阿部野橋 行 6系統 大阪駅前橋 行 11系統 守口 行 甲15系統 都島車庫前 行 | 大阪市電：堺筋線                                                  | 千日前通               | 大阪府 | 大阪市 | 南区     |
| 九条高津線桜川線 | 下寺町駅         | |                                                                   | 千日前通               | 大阪府 | 大阪市 | 天王寺区 |
| 九条高津線桜川線 | 谷町九丁目駅     | |                                                                   | 千日前通               | 大阪府 | 大阪市 | 天王寺区 |
| 九条高津線桜川線 | 上本町六丁目駅   | 下味原町方面 5系統 今里 行 6系統 今里 行 24系統 今里 行 天王寺西門前方面 4甲系統 阿部野橋 行 14系統 阿部野橋 行 上本町二丁目方面 4乙系統 阿部野橋 行 14系統 守口 行                                        | 大阪市電：上本町下味原町線・上本町線 近畿日本鉄道：大阪線・奈良線 | 千日前通               | 大阪府 | 大阪市 | 天王寺区 |

※接続系統は、主要駅のみ掲示。並行系統を除く系統。